# Liste des longs métrages espagnols proposés à l'Oscar du meilleur film international
Cet article présente la liste des longs métrages espagnols proposés à l'Oscar du meilleur film international.

## Films proposés par l'Espagne
| Année (Cérémonie) | Titre français                           | Titre original                           | Réalisateur                                 | Résultat         |
| ----------------- | ---------------------------------------- | ---------------------------------------- | ------------------------------------------- | ---------------- |
| 1957 (29e)        | Après-midi de taureaux                   | Tarde de toros                           | Ladislas Vajda                              | Non nommé        |
| 1958 (30e)        | Grand-rue                                | Calle Mayor                              | Juan Antonio Bardem                         | Non nommé        |
| 1959 (31e)        | La Vengeance                             | La venganza                              | Juan Antonio Bardem                         | Nommé            |
| 1961 (33e)        | A las cinco de la tarde                  | A las cinco de la tarde                  | Juan Antonio Bardem                         | Non nommé        |
| 1962 (34e)        | Plácido                                  | Plácido                                  | Luis García Berlanga                        | Nommé            |
| 1963 (35e)        | Dulcinée                                 | Dulcinea                                 | Vicente Escrivá                             | Non nommé        |
| 1964 (36e)        | Los Tarantos                             | Los Tarantos                             | Francisco Rovira Beleta                     | Nommé            |
| 1965 (37e)        | La Jeune Fille en deuil                  | La niña de luto                          | Manuel Summers (es)                         | Non nommé        |
| 1966 (38e)        | La tía Tula                              | La tía Tula                              | Miguel Picazo                               | Non nommé        |
| 1968 (40e)        | L'Amour sorcier                          | El amor brujo                            | Francisco Rovira Beleta                     | Nommé            |
| 1969 (41e)        | De nouveau l'Espagne                     | España otra vez                          | Jaime Camino                                | Non nommé        |
| 1970 (42e)        | La Celestina                             | La Celestina                             | César Fernández Ardavín                     | Non nommé        |
| 1971 (43e)        | Tristana                                 | Tristana                                 | Luis Buñuel                                 | Nommé            |
| 1972 (44e)        | Marta                                    | Marta                                    | José Antonio Nieves Conde                   | Non nommé        |
| 1973 (45e)        | Mi querida señorita                      | Mi querida señorita                      | Jaime de Armiñán                            | Nommé            |
| 1974 (46e)        | Parle, petite muette                     | Habla, mudita                            | Manuel Gutiérrez Aragón                     | Non nommé        |
| 1975 (47e)        | La Cousine Angélique                     | La prima Angélica                        | Carlos Saura                                | Non nommé        |
| 1976 (48e)        | Furtivos                                 | Furtivos                                 | José Luis Borau                             | Non nommé        |
| 1977 (49e)        | Cría cuervos                             | Cría cuervos                             | Carlos Saura                                | Non nommé        |
| 1978 (50e)        | Cet obscur objet du désir                | Cet obscur objet du désir                | Luis Buñuel                                 | Nommé            |
| 1979 (51e)        | Sonámbulos                               | Sonámbulos                               | Manuel Gutiérrez Aragón                     | Non nommé        |
| 1980 (52e)        | Maman a cent ans                         | Mamá cumple cien años                    | Carlos Saura                                | Nommé            |
| 1981 (53e)        | El nido                                  | El nido                                  | Jaime de Armiñán                            | Nommé            |
| 1982 (54e)        | Patrimoine national                      | Patrimonio nacional                      | Luis García Berlanga                        | Non nommé        |
| 1983 (55e)        | Volver a empezar                         | Volver a empezar                         | José Luis Garci                             | Remporte l'Oscar |
| 1984 (56e)        | Carmen                                   | Carmen                                   | Carlos Saura                                | Nommé            |
| 1985 (57e)        | Sesión continua                          | Sesión continua                          | José Luis Garci                             | Nommé            |
| 1986 (58e)        | L'Heure des sortilèges                   | La hora bruja                            | Jaime de Armiñán                            | Non nommé        |
| 1987 (59e)        | L'Autre Moitié du ciel                   | La mitad del cielo                       | Manuel Gutiérrez Aragón                     | Non nommé        |
| 1988 (60e)        | Asignatura aprobada                      | Asignatura aprobada                      | José Luis Garci                             | Nommé            |
| 1989 (61e)        | Femmes au bord de la crise de nerfs      | Mujeres al borde de un ataque de nervios | Pedro Almodóvar                             | Nommé            |
| 1990 (62e)        | Montoyas y Tarantos                      | Montoyas y Tarantos                      | Vicente Escrivá                             | Non nommé        |
| 1991 (63e)        | Ay, Carmela!                             | Ay, Carmela!                             | Carlos Saura                                | Non nommé        |
| 1992 (64e)        | Talons aiguilles                         | Tacones lejanos                          | Pedro Almodóvar                             | Non nommé        |
| 1993 (65e)        | Le Maître d'escrime                      | El maestro de esgrima                    | Pedro Olea                                  | Non nommé        |
| 1994 (66e)        | Belle Époque                             | Belle Époque                             | Fernando Trueba                             | Remporte l'Oscar |
| 1995 (67e)        | Canción de cuna                          | Canción de cuna                          | José Luis Garci                             | Non nommé        |
| 1996 (68e)        | La Fleur de mon secret                   | La flor de mi secreto                    | Pedro Almodóvar                             | Non nommé        |
| 1997 (69e)        | Bwana                                    | Bwana                                    | Imanol Uribe                                | Non nommé        |
| 1998 (70e)        | Les Secrets du cœur                      | Secretos del corazón                     | Montxo Armendáriz                           | Nommé            |
| 1999 (71e)        | El abuelo                                | El abuelo                                | José Luis Garci                             | Nommé            |
| 2000 (72e)        | Tout sur ma mère                         | Todo sobre mi madre                      | Pedro Almodóvar                             | Remporte l'Oscar |
| 2001 (73e)        | You're the One: una historia de entonces | You're the One: una historia de entonces | José Luis Garci                             | Non nommé        |
| 2002 (74e)        | Juana la Loca                            | Juana la Loca                            | Vicente Aranda                              | Non nommé        |
| 2003 (75e)        | Les Lundis au soleil                     | Los lunes al sol                         | Fernando León de Aranoa                     | Non nommé        |
| 2004 (76e)        | Soldados de Salamina                     | Soldados de Salamina                     | David Trueba                                | Non nommé        |
| 2005 (77e)        | Mar adentro                              | Mar adentro                              | Alejandro Amenábar                          | Remporte l'Oscar |
| 2006 (78e)        | Obaba, le village du lézard vert         | Obaba                                    | Montxo Armendáriz                           | Non nommé        |
| 2007 (79e)        | Volver                                   | Volver                                   | Pedro Almodóvar                             | Présélectionné   |
| 2008 (80e)        | L'Orphelinat                             | El orfanato                              | Juan Antonio Bayona                         | Non nommé        |
| 2009 (81e)        | Los girasoles ciegos                     | Los girasoles ciegos                     | José Luis Cuerda                            | Non nommé        |
| 2010 (82e)        | El baile de la Victoria                  | El baile de la Victoria                  | Fernando Trueba                             | Non nommé        |
| 2011 (83e)        | Même la pluie                            | También la lluvia                        | Icíar Bollaín                               | Présélectionné   |
| 2012 (84e)        | Pain noir                                | Pa negre                                 | Agustí Villaronga                           | Non nommé        |
| 2013 (85e)        | Blancanieves                             | Blancanieves                             | Pablo Berger                                | Non nommé        |
| 2014 (86e)        | 15 años y un día                         | 15 años y un día                         | Gracia Querejeta                            | Non nommé        |
| 2015 (87e)        | Vivir es fácil con los ojos cerrados     | Vivir es fácil con los ojos cerrados     | David Trueba                                | Non nommé        |
| 2016 (88e)        | Loreak                                   | Loreak                                   | Jon Garaño, Jose Mari Goenaga (eu)          | Non nommé        |
| 2017 (89e)        | Julieta                                  | Julieta                                  | Pedro Almodóvar                             | Non nommé        |
| 2018 (90e)        | Été 93                                   | Estiu 1993                               | Carla Simón                                 | Non nommé        |
| 2019 (91e)        | Champions                                | Campeones                                | Javier Fesser                               | Non nommé        |
| 2020 (92e)        | Douleur et Gloire                        | Dolor y gloria                           | Pedro Almodóvar                             | Nommé            |
| 2021 (93e)        | Une vie secrète                          | La trinchera infinita                    | Jon Garaño, Aitor Arregi, Jose Mari Goenaga | Non nommé        |
| 2022 (94e)        | El buen patrón                           | El buen patrón                           | Fernando León de Aranoa                     | Présélectionné   |
| 2023 (95e)        | Nos soleils                              | Alcarràs                                 | Carla Simón                                 | Non nommé        |
| 2024 (96e)        | Le Cercle des neiges                     | La sociedad de la nieve                  | J.A. Bayona                                 | Nommé            |
| 2025 (97e)        | Le Retour de Saturne                     | Segundo premio                           | Isaki Lacuesta, Pol Rodríguez               | En attente       |